# Friesland (gebergte)
Het Friesland Gebergte is een gebergte op Livingston Eiland in de Zuidelijke Shetlandeilanden, als onderdeel van de Tangra Bergen. De bergtop Friesland is met haar 1.700 meter de meest noordwestelijke berg van de zes belangrijkste bergtoppen.

## Kaart
- L.L. Ivanov. Antarctica: Livingston Island and Greenwich, Robert, Snow and Smith Islands. Scale 1:120000 topographic map. Troyan: Manfred Wörner Foundation, 2009. ISBN 978-954-92032-6-4